# Strawberry Panic!
Strawberry Panic! (яп. ストロベリー・パニック!) — серія японських вигаданих ілюстрованих розповідей, написаних Сакурако Кіміно, які зосереджуються на групі дівчаток-підлітків, які відвідують три школи для дівчаток в Astraea Hill. Загальною темою оповідань є інтимні лесбійські стосунки між головними героїнями.
Через шість місяців після першої публікації Strawberry Panic! в журналі Dengeki G, результати стали вказувати, що серія була успішною, і число його прихильників значно зросло. У відповідь, почали видаватись манга і романи. 2006 року вийшов серіал-аніме, а пізніше — візуальна новела.